# Nouzilly
Nouzilly település Franciaországban, Indre-et-Loire megyében. Lakosainak száma 1236 fő (2022. január 1.). Nouzilly Cerelles, Chanceaux-sur-Choisille, Crotelles, Monnaie, Rouziers-de-Touraine, Saint-Laurent-en-Gâtines és Beaumont-Louestault községekkel határos.

## Népesség
A település népességének változása:
| Lakosok száma | 669  | 739  | 1086 | 1198 | 1277 | 1265 | 1250 | 1244 | 1239 | 1236 |
|               | 1968 | 1982 | 1990 | 2006 | 2013 | 2015 | 2017 | 2019 | 2020 | 2022 |